# Zähringen (Freiburg im Breisgau)
Zähringen ist ein Stadtteil von Freiburg im Breisgau, der im Norden der Stadt liegt. Südlich befindet sich der Stadtteil Herdern, im Westen der Stadtteil Brühl, nördlich die Gemeinde Gundelfingen im Landkreis Breisgau-Hochschwarzwald. Zähringen hat knapp 9400 Einwohner (Stand Ende 2022).

## Geschichte
1080 wurde in einem Bericht Otto von Freisings erstmals eine Burg Zähringen erwähnt, ein erster urkundlicher Nachweis befindet sich im Rotulus Sanpetrinus von 1128. Die Entstehungsgeschichte der Burg liegt im Dunkeln. Das darunterliegende Dorf Zähringen wurde 1008 erstmals in einer Schenkungsurkunde, der sogenannten Wildbannurkunde von König Heinrich II. an das Bistum Basel erwähnt, zusammen mit den Namen der Freiburger Stadtteile Herdern und Wiehre, der Nachbargemeinde Gundelfingen und anderer Orte im Breisgau. Auf die Herzöge von Zähringen folgten die Grafen von Freiburg, die das Dorf Zähringen 1327 an die Schnewlin Bernlapp verkauften. 1443 ging das Dorf in den Besitz der Schnewlin zum Wiger und 1536 in den der Schnewlin von Landeck über, ehe die Herren von Sickingen sie Ende des 16. Jahrhunderts erbten.
In den Jahren 1822/23 wurde die katholische St.-Blasius-Kirche im Weinbrenner-Stil nach den Plänen von Christoph Arnold, einem Schüler Friedrich Weinbrenners, erbaut.
Kurz vor der Eingemeindung hatte Zähringen 2185 Einwohner (1904). Darunter waren 1926 Katholiken, 253 Protestanten und 6 Sonstige in 455 Haushaltungen und 237 Gebäuden. Am 1. Januar 1906 trat der Vereinigungsvertrag mit der Stadt Freiburg in Kraft.
1958/59 wurde an der Tullastraße die evangelische Thomaskirche erbaut.

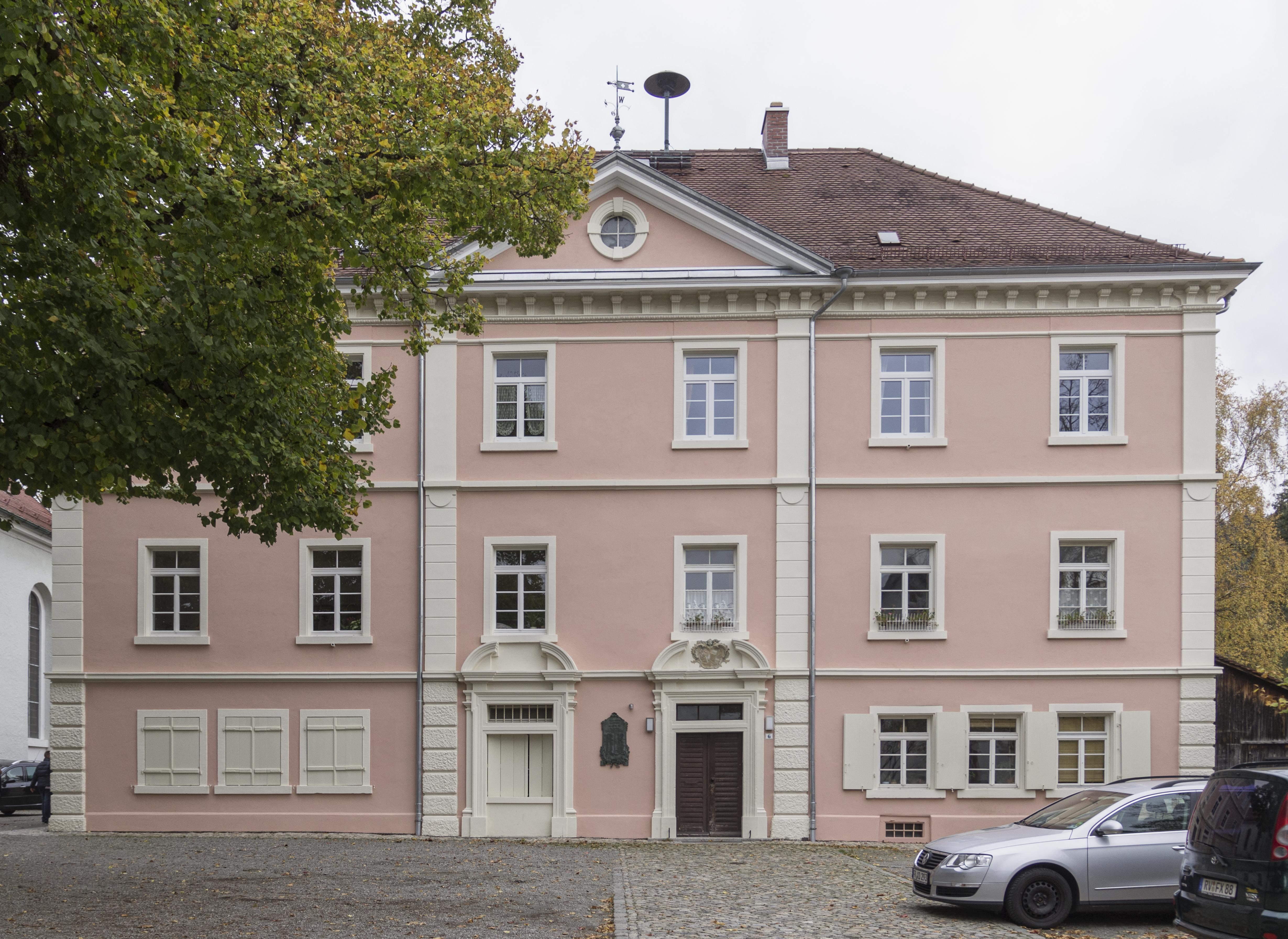
Girardisches Schlösschen
Eröffnung der Straßenbahn (1910)
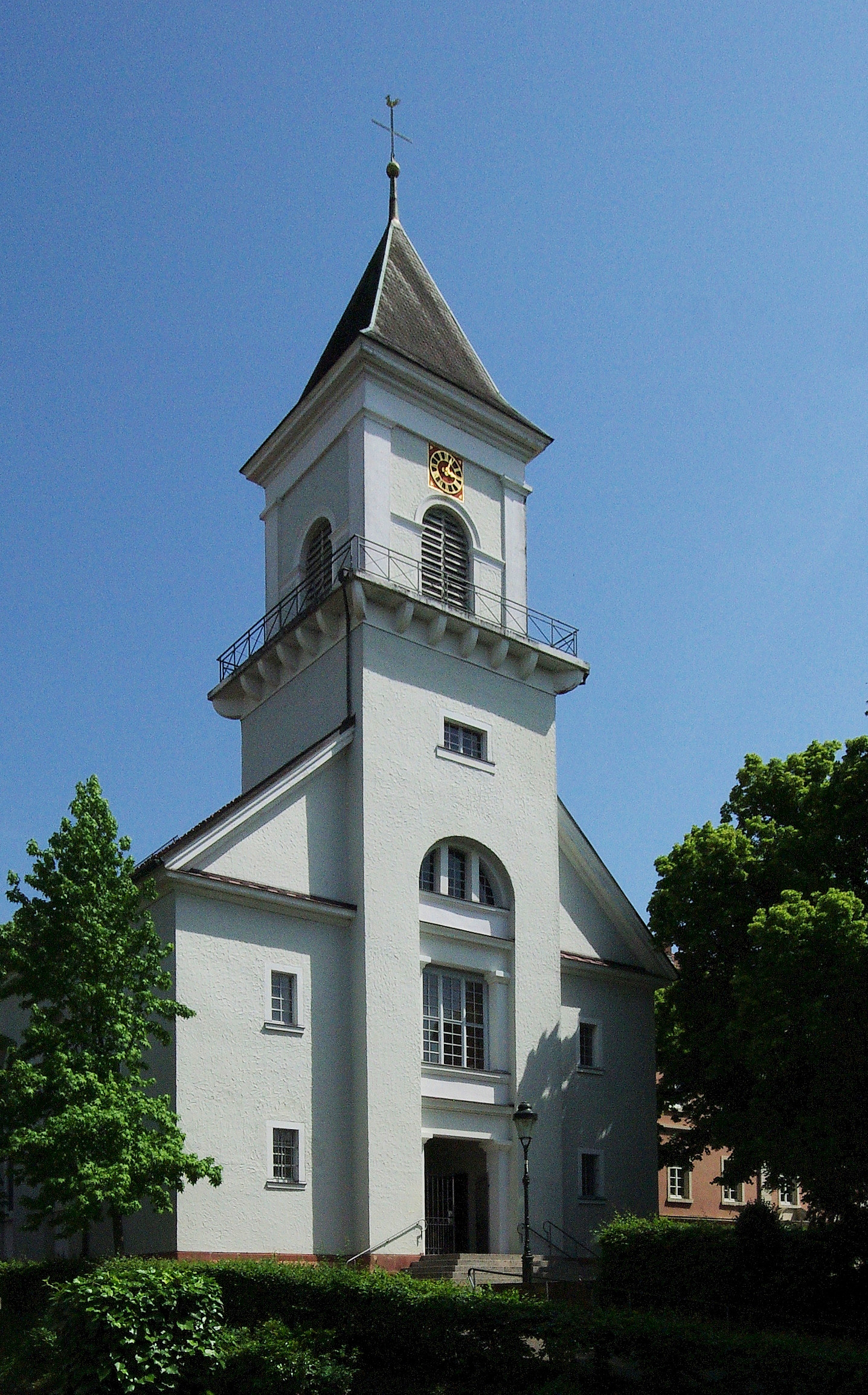
Katholische St.-Blasius-Kirche in Zähringen

## Verkehr
Am Haltepunkt Zähringen an der Rheintalbahn hält die Breisgau-S-Bahn von Freiburg Hauptbahnhof über Denzlingen nach Elzach. Für die Zukunft ist mit der Umwandlung der Güterumgehungsbahn in eine S-Bahn die Errichtung von ein oder zwei zusätzlichen Haltepunkten an der Tullastraße und zur Anbindung des Neubaugebietes Zähringen-Nord auf Höhe der Berggasse angedacht.
Am 10. März 1910 wurde Zähringen durch die Eröffnung der Strecke zwischen Okenstraße und Reutebachgasse an die Straßenbahn angeschlossen. Im März 2014 wurde die Verlängerung um drei Stationen von der Reutebachgasse bis zur Gundelfinger Straße eröffnet. Seit dem Fahrplanwechsel im Dezember 2024 und dem teilweisen Tausch der Linienäste der Linien 3 und 4 fährt hier die Linie 3 von der Haid bis zum südlichen Ortsrand Gundelfingens. Eine weitere Verlängerung um vier Stationen in die Ortsmitte Gundelfingens bis zum Haltepunkt Gundelfingen an der Rheintalbahn ist im vordringlichen Bedarf festgeschrieben. Nachdem sich im November 2023 ein Bürgerentscheid in Gundelfingen gegen eine Wiederaufnahme der Planung für die Verlängerung ausgesprochen hatte, ist eine Realisierung praktisch ausgeschlossen.
Für den Radverkehr soll der Radschnellweg nach Emmendingen und Waldkirch von Neuburg und Herdern kommend über den Burgdorfer Weg und die Wildtalstraße entlang der Rheintalbahn nach Gundelfingen verlaufen. Die Unterführung an der Hinterkirchstraße soll dabei ab Anfang 2026 für den KfZ-Verkehr gesperrt werden. Der FR 2 entlang der Güterbahn und der FR 3 entlang der Straßenbahnlinie durch die Waldkircher Straße verbinden Zähringen in Nord-Süd-Richtung mit dem Universitätsklinikum, dem Stühlinger und Haslach. In Zähringen befinden sich vier Stationen des Fahrradverleihsystems Frelo.
Mitten durch Zähringen verläuft die B 3. Langfristig soll Zähringen vom Verkehrslärm der B 3 entlastet werden.

## Kultur und Freizeit
Im Juni 2020 wurde zwischen Denzlinger Straße und Isfahanallee ein Pumptrack eröffnet.